# Archidendron trifoliolatum
Archidendron trifoliolatum är en ärtväxtart som beskrevs av De Wit. Archidendron trifoliolatum ingår i släktet Archidendron och familjen ärtväxter. Inga underarter finns listade i Catalogue of Life.